# Monestier, Allier
Monestier là một xã ở tỉnh Allier thuộc miền trung nước Pháp.